# Apeuthes exustus
Apeuthes exustus är en mångfotingart som först beskrevs av Carl Graf Attems 1938.  Apeuthes exustus ingår i släktet Apeuthes och familjen Trigoniulidae. Inga underarter finns listade i Catalogue of Life.